# Bodibeng
Bodibeng är en ort (village) i distriktet North-West i norra Botswana. 